# جون إي. شيريدان
جون إي. شيريدان (بالإنجليزية: John E. Sheridan) هو محامي وسياسي أمريكي، ولد في 15 سبتمبر 1902 في واتربوري في الولايات المتحدة، وتوفي في 12 نوفمبر 1987. حزبياً، نشط في الحزب الديمقراطي. وقد انتخب عضو مجلس النواب الأمريكي.